# بوب بابا
بوب بابا (بالإنجليزية: Bob Papa)‏ هو معلق رياضي أمريكي، ولد في 19 سبتمبر 1964 في نيويورك في الولايات المتحدة.